# La gatta mammona
La gatta mammona è un brano musicale, in italiano e in dialetto lucano, scritto dal cantautore Antonio Infantino, pubblicato nell'album La Morte Bianca - Tarantata dell'Italsider (Fonit Cetra / Folkstudio – FK 5007 ) nel 1976. È il suo brano forse più famoso.

## Il brano
Si tratta di una filastrocca ripetitiva, adatta alla Taranta, che nasconde una denuncia sociale, in cui ci si pone domande su chi siano i colpevoli dei mali del Paese, citando la creatura mitica spesso associata al male e alla paura.

## Versione dei 99 Posse
Nel 1996 i 99 Posse realizzarono una loro versione, contenuta nell'album Cerco tiempo. 'O Zulù modificò il testo, aggiungendo un atto d'accusa contro i presunti artefici della Strategia della tensione in Italia e in particolare gli autori nascosti della Strage di Piazza Fontana. 
Fenomeno Fenomeno Fenomeno fenomenalla

e 'a jatta mammona a piazza Fontana»
(dal testo della versione dei 99 Posse)
Lo stesso Infantino vi partecipa come seconda voce.

## Altre incisioni
Il brano è stato anche reinterpretato da Enrico Capuano in Fai la cosa giusta (1993) e dai Mascarimirì in Nou? (2020).